# Massage transverse profond
Pour les articles homonymes, voir MTP.
Le Massage transverse profond ou Cyriax est une technique de massothérapie visant à mobiliser la peau, les tissus sous cutanés, les couches musculaires superficielles sur des éléments anatomiques profonds, nommée d'après James Cyriax.
Il s'agit donc plus d'une mobilisation associant une pression sur l'élément lésé et une friction de celui-ci.
Le niveau de preuve de son efficacité est faible; En 2019 une seule revue de la Cochrane collaboration ne retrouve pas un bon niveau de preuve d'efficacité dans des tendinites du coude ou du genou.